# Seclenț, Hust
Seclenț (în ucraineană Сокирниця, transliterat: Sokîrnîțea, în maghiară Szeklence) este o comună în raionul Hust, regiunea Transcarpatia, Ucraina, formată numai din satul de reședință.

## Demografie
Componența lingvistică a comunei Seclenț
     Ucraineană (98,24%)
     Rusă (1,46%)
     Alte limbi (0,24%)
Conform recensământului din 2001, majoritatea populației comunei Seclenț era vorbitoare de ucraineană (98,24%), existând în minoritate și vorbitori de rusă (1,46%).